# ال اززول

مرکز اولمک، موقعیت ال اززول را در رابطه با سان لورنزو و دیگر مکان‌های اولمک نشان می‌دهد.

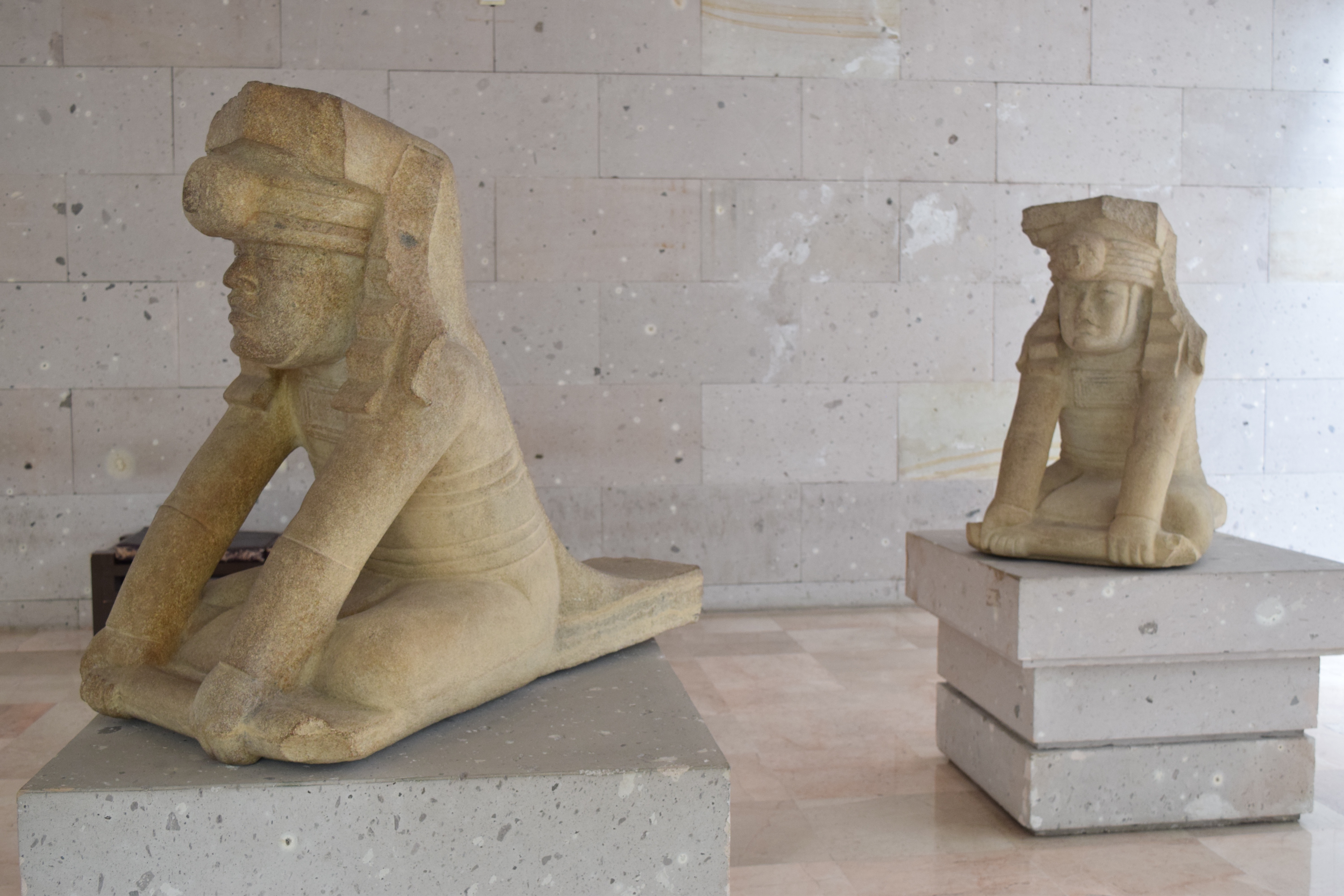
The "twins" at El Azuzul.

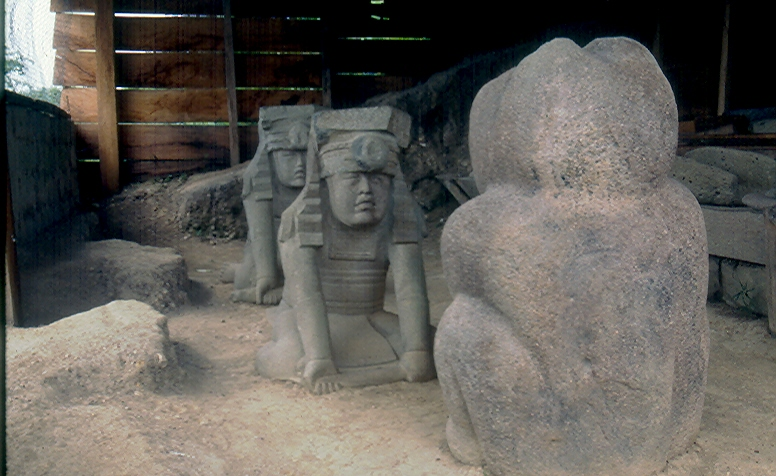
A photo of the sculptures in situ, as they were discovered, with the "twins" facing off against the jaguar. The sculptures have since been moved to Xalapa.

ال اززول (انگلیسی: El Azuzul) «ال آزوزول» یک اولمک سایت باستان‌شناسی در وراکروز، مکزیک، چند کیلومتری جنوب مجتمع San Lorenzo Tenochtitlán است و به‌طور کلی معاصر با آن در نظر گرفته شده‌است (شاید ۱۱۰۰ تا ۸۰۰ پیش از میلاد). ال اززول که به خاطر مزرعه‌ای که در آن واقع شده‌است، بخشی از مجموعهٔ لوما دل زاپوته است. این سایت ارتفاعات بالاتر در شمال محل تلاقی دو مسیر رودخانه باستانی، بخشی از سیستم رودخانه Coatzacoalcos را اشغال می‌کند. در بالادست عملیات خاکی یادبود در پوتررو نوئوو، که بخشی از مجموعه‌سان لورنزو است، قرار دارد.

## یادبود هنر جاودان
ال اززول بیشتر به خاطر دو جفت مجسمه یادبود شناخته شده‌است که اکنون در Museo de Antropologia, Xalapa، مکزیک در حال نمایش هستند. این مجسمه‌ها در ضلع جنوبی هرم/تپه بزرگ در محل پیدا شدند، دست‌نخورده و ظاهراً دست نخورده از آنجایی که در دوران پیش کلاسیک در آنجا قرار گرفتند.